# Mzab-völgy
A Mzab-völgy (arabul مزاب, mozabita tuareg nyelven ''Aɣlan, egyéb átírásváltozatokban Mzáb-, M’zab-, M’Zab-völgy) Algéria 1982 óta világörökségi védelmet élvező kulturális helyszíne Algírtól mintegy 600 kilométerre délre, a Szahara, azon belül a Nyugati-Erg északi vidékén, Gardája tartományban. Mint világörökségi helyszín a Mzab-vádi által átszelt mészkőfennsík hagyományos mozabita településeit, azok építészeti és kulturális emlékeit foglalja magában. A Mzab-völgyi kultúrtáj tulajdonképpen öt, fallal erődített településből, ún. kszárból álló, 75 négyzetkilométeren elterülő, 85 ezer lakosú (1995) oázisközpont, amelyet algériai Pentapoliszként is szokás említeni. Központja az 1048-ban alapított Gardája (mozabita nyelven Taɣerdayt), további tagjai pedig el-Atteuf (Tajnint, 1012), Bunura (At Bunur, 1046), Beni-Izgen (At Isjen, 1347) és Melika (At Mishet, 1350). Két fiatalabb, északabbra fekvő települést is szoktak a Mzab-völgyi kultúrtájhoz sorolni, ezek Gerára (1631) és Berrián (1690).

## Történelem
Az időszakos emberi jelenlét sporadikus nyomai már korábbról is ismertek e tájról, de a berber-turareg népek közé tartozó, a zenaták egyik ágát alkotó mozabiták állandó megtelepedése a Mzab völgyében csak a 11. század elejére tehető. A döntően az iszlám ibádita tanításait követő, a Magreb egyéb vidékeiről a Rusztamidákkal együtt elűzött mozabita népesség ekkor szemelte ki szállásterületéül e hadászatilag jól védhető vidéket, s évszázadokon keresztül többé-kevésbé háborítatlanul élhették életüket. A 18. századtól az itt áthaladó, datolyát, sót, elefántcsontot, fegyvereket és rabszolgákat szállító karavánforgalom egyre élénkebb lett, s a mozabita városok az olyan észak-magrebi városok, mint Algír és Tunisz kereskedelmi elővárosai lettek. 1882-ben Mzab vidéke az észak-afrikai francia gyarmatbirodalom, 1962-ben pedig az immár független Algéria része lett.

## Életmód és műveltség

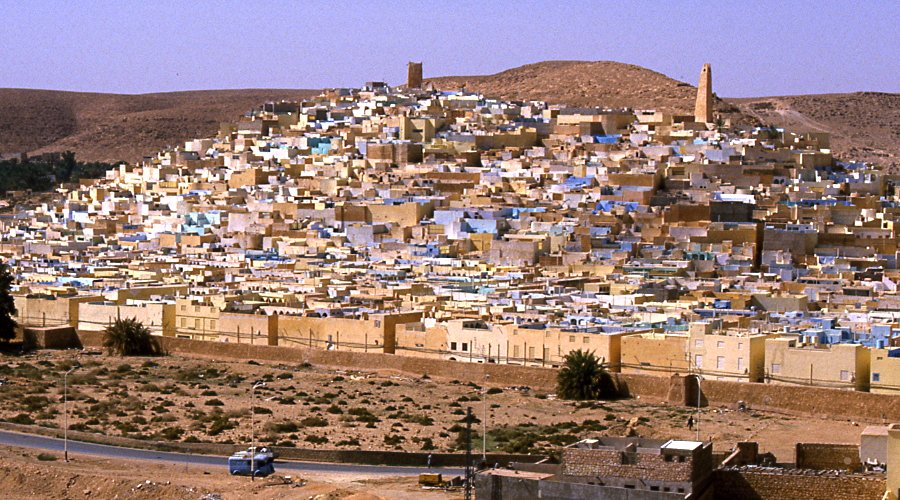
Beni-Izguen fallal körülvett városa

Az öt kszár mindegyike erődfallal körülvett település, voltaképpeni fellegvár. A zárt, tömör szerkezetű városok képét a legbelső védelmi pontként funkcionáló, a legmagasabb ponton álló, erődszerű mecset és annak figyelőtoronyként is használt minaretje határozza meg. A mecset és a városfal között koncentrikus körökben, teraszosan egymás alá épülve helyezkednek el a szűk utcácskákkal elhatárolt házak. Az öt, egymástól elkülönülő oázis kialakulásának indokai is a fenti településszerkezetben és az azt kialakító társadalmi háttérben keresendők. A korábbi hazájából elkergetett ibádita közösség elemi érdeke volt, hogy a várost övező erődfalon kívül ne álljanak lakóépületek. A történelem során mindahányszor átlépte volna a városfalat a duzzadó népesség, egy új, a régiével megegyező szerkezetű települést alapítottak, s így érte el a mozabita kszárok száma a 14. századra az ötöt.
A jellegzetes, négyszögletes, fehérre meszelt, a sivatag porától azonban a barna különböző árnyalataira festett kőházak mindegyike kis ablakos, kétemeletes, tetőteraszos, kis udvart közrefogó lakóépület. Kivétel nélkül ugyanazt a hagyományos formavilágot követik, annyira, hogy még a társadalmi állásukban vagy gazdagságukban a közösségből kiemelkedő személyek házai sem térnek el formában, nagyságban vagy színben. Ehhez hasonló képet nyújtanak temetőik is, ahol megjelenésükben csak a bölcsek sírjai különülnek el a többitől. A közösség ügyeit hagyományosan a tizenkét tagú vallási tanács, a halka azzaba intézi, amelynek tagja az imám, a müezzin, a medresze tanítója, a halottmosók és a kincstartók. A társadalmi problémákat  a halka doman hivatott rendezni, amelybe valamennyi nemzetség (asíra) képviselőit delegálják. A nők – az iszlám társadalmakra jellemzően – a férfiaktól teljesen elkülönítve, javarészt a házakban élik le életüket, ennek ellenére nekik is rendelkezésükre áll egy az ügyes-bajos dolgaikat intéző, nők alkotta tanács.
Az elmúlt évezredben a mozabiták nem állandóan lakták ezeket a településeket, nyaranta hagyományosan a közeli, a völgyben elterülő datolyapálma-ligetekben szellősebb szerkezettel, de hasonló formavilággal kialakított nyári településekre húzódtak. E ligetek pálmafák biztosította árnyékában termeltek gyümölcsöt és zöldséget közel 1000 hektáron. Az öntözéshez szükséges vizet a sziklába vájt kutakból nyerték, s talajba süllyesztett ciszternákban tárolták: az ezekből elszivárgó víz tartotta nedvesen a földet. Emellett a mozabiták számíthattak a három-tíz évente vízzel megtelő Mzab-vádira is. Ilyenkor hatalmas zsilipekkel terelték a vizet a ligetek felé, s ahogy a zavaros víz végigzúdult a nyári település szűk utcáin, az egyes kertek kőkerítésébe vágott fülkék elnyelték az adott kert öntözéséhez szükséges vízmennyiséget, míg a közös gondozású gyümölcsös- és zöldségeskertekhez csatornák vezették el a többi vizet. Az UNESCO sürgetésére a 2000-es évek közepén újították fel ezt a hagyományos vízellátó rendszert.
A közösség életében kiemelkedő fontosságú víz a mozabita népművészetben is megjelenik, s kedvelt szerencsehozó motívum a – különösképpen házassági ajándékba adott – szőnyegeken és agyagedényeken megjelenő hullámmotívum.
Az elmúlt évtizedek fejlődése a településképet is megváltoztatta: az 1956-ban a közelben felfedezett hászi-meszúdi kőolaj- és hászi-rmeli földgázmező feltárásával, a gazdasági növekedéssel és a nagy arányú bevándorlással a településszerkezet és az etnikai kép egységessége felbomlott. A mozabiták mellé betelepülő idegenek újszerű házakat építenek, s a növekvő Pentapolisz lassan felemészti a hagyományos életmód szempontjából nagy jelentőségű nyári településeket, s az azokat magukban foglaló pálmaligeteket is.